# 虎年谈虎
虎年谈虎是刘伟以及冯巩在中央电视台春节联欢晚会中所表演的一段相声。对于冯巩，虎年谈虎有着非一般的意义，因为虎年谈虎是冯巩第一次在中央电视台春节联欢晚会中亮相。

## 关于
虎年谈虎所说的是冯巩是虎年出生（均为虚构），后来娶了个老婆名为“虎妞”。相声共有8分钟，但在8分钟内制造了很多的笑料。

另外，虎年谈虎是冯巩第一次在春节联欢晚会中亮相。

## 链接
- 冯巩
- 刘伟
- 相声